# Las Cabañas, delstaten Mexiko
Las Cabañas är en ort i Mexiko, tillhörande kommunen Tepotzotlán i delstaten Mexiko. Las Cabañas ligger i den centrala delen av landet och tillhör Mexico Citys storstadsområde. Orten hade 414 invånare vid folkräkningen 2010.